# Triple Quartet
Triple Quartet est une œuvre musicale de Steve Reich composée en 1998 pour un quatuor à cordes traditionnel et deux bandes enregistrées ; ou trois quatuors à cordes (douze musiciens) ; ou une section orchestrale de cordes (36 musiciens).

## Historique

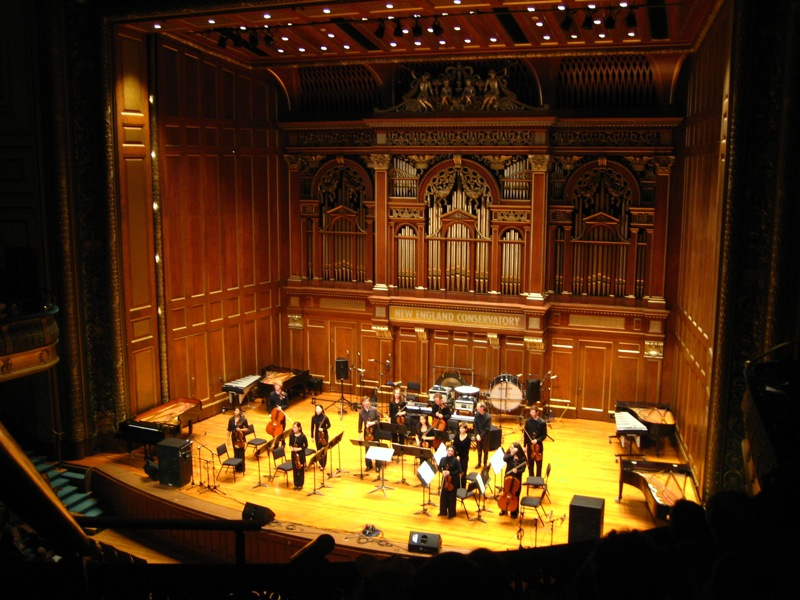
Triple Quartet en concert au New England Conservatory dans une exécution à trois quatuors.

Triple Quartet est une commande du Fonds national américain pour les arts pour le Kronos Quartet auquel il est dédicacé. La pièce est composée par Reich en 1998 et donnée en première mondiale le 22 mai 1999, au Kennedy Center de Washington, D.C. aux États-Unis.
Reich compose ce quatuor avec pour source d'inspiration le Quatrième Quatuor à cordes de Béla Bartók et le Deuxième Quatuor à cordes d'Alfred Schnittke, essentiellement du point de vue de l'énergie musicale pour Bartók et de la densité musicale pour Schnittke, car il n'y est fait aucune référence formelle. La pièce est classiquement interprétée par un quatuor et deux bandes enregistrées bien qu'elle soit fréquemment jouée par trois quatuors et plus rarement par une section orchestrale.

## Structure
Triple Quartet est composé de trois mouvements :
1. Premier mouvement – rapide ~7 min
2. Deuxième mouvement – lent ~4 min
3. Troisième mouvement – rapide ~3 min 30 s

## Enregistrements
- Triple Quartet, par le Kronos Quartet, Nonesuch Records (2001).
- Triple Quartet par le The London Steve Reich Ensemble dirigé par Kevin Griffiths sur l'album Different Trains, EMI Classics (2011).